# آغاز بهار
آغاز بهار (لهستانی: Przedwiośnie؛ ‏انگلیسی: Early Spring) رمانی به قلم نویسندهٔ نئورمانتیک لهستانی استفان ژرومسکی که نخستین بار در سال ۱۹۲۴ منتشر شد. این کتاب با عنوان «بهار آتی» در ایالات متحده آمریکا ترجمه و منتشر شد.
این رمان از سه بخش تشکیل شده‌است: «خانه‌های شیشه‌ای»، «املاک ناووُچ» و «باد شرقی». ماجراهای رمان بین سال‌های ۱۹۱۴ تا ۱۹۲۴، قبل و در طول تشکیل مجدد کشور لهستان تحت عنوان جمهوری دوم لهستان، از جمله در خلال جنگ شوروی و لهستان روی می‌دهد. با وقوع انقلاب روسیه شخصیت اصلی داستان، «سزاری باریکا»، به همراه پدرش (که یک تبعیدی سیاسی لهستانی به سیبری است)، از باکو می‌گریزد. پدر در مسیر رسیدن به کشورِ تازه‌تأسیس لهستان می‌میرد. سزاری به تنهایی وارد لهستان می‌شود، کشور آبا و اجدادی‌اش، که قبلاً هرگز آنجا نبوده‌است. این رمان روایتی از سرخوردگی او است؛ زیرا لهستانی که او تجربه و لمس می‌کند شبیه آنچه پدرش به او گفته، نیست. احساسی که تنها با سوء ظن عمیق باریکا نسبت به راه حل‌های بلشویکی در مورد فقرا تقویت می‌شود.